# Edward Dańczyszyn
Edward Dańczyszyn (ur. 13 maja 1924, zm. 27 listopada 1995) – polski muzyk, działacz kulturalny.

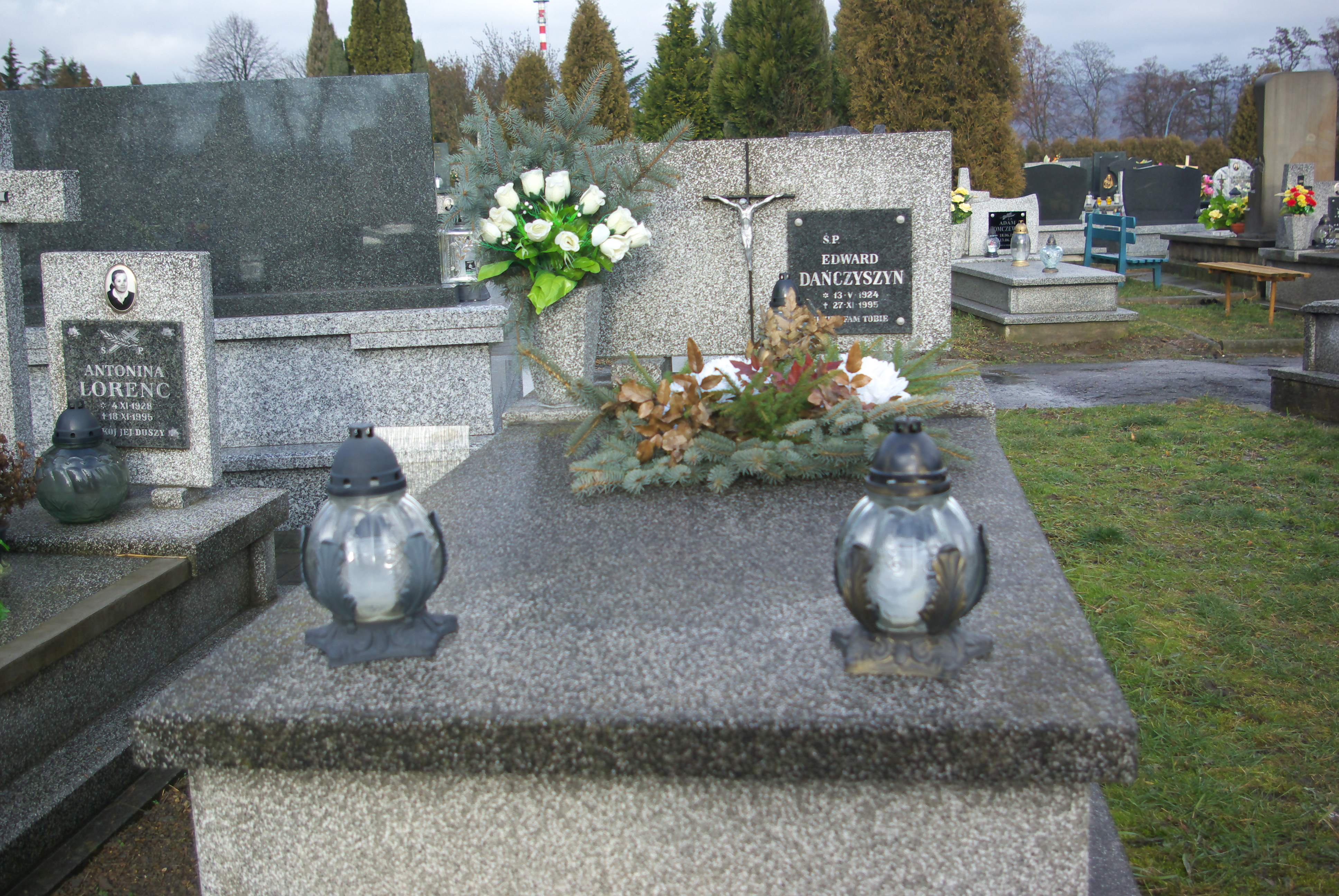
Nagrobek Edwarda Dańczyszyna

Urodził się w 1924. Prawdopodobnie pochodził ze Lwowa. Został działaczem kulturalnym w Sanoku. W latach 50. i 60. organizował działalność muzyczną w „Klubie Naftowca” (później „Klub Górnika”), działającego w kamienicy Ramerówka, prowadząc tam zespół muzyczny. Ponadto prowadził zespół instrumentalny w Zakładowego Domu Kultury. Od 1979 był członkiem amatorskiego zespołu muzycznego pod nazwą Kameralny Zespół Muzyki Poważnej, działającego w Powiatowym Domu Kultury, działającym w budynku przy ul. Adama Mickiewicza 24 w Sanoku.
W 1976 jego żoną została Marianna Winnicka (ur. 1930).
Zmarł 27 listopada 1995. Został pochowany na Cmentarzu Centralnym w Sanoku.

## Odznaczenia
- Krzyż Kawalerski Orderu Odrodzenia Polski (1987)[8]